# Pierre Brice
Pierre Brice, geboren als Pierre-Louis Le Bris, (Brest, 6 februari 1929 – Parijs, 6 juni 2015) was een Frans acteur.

## Biografie
Brice begon zijn acteercarrière in 1958. Hij speelde onder meer een kleine rol in Les Tricheurs. Tussen 1962 en 1968 speelde hij in elf films de rol van Winnetou in films van Karl May meestal naast Lex Barker (7 keer), die Old Shatterhand speelde. Na de Karl May-films speelde hij nog in La pupa del gangster (1975) naast Sophia Loren en Marcello Mastroianni. Hij stopte met acteren in 1997. In 2008 had hij een gastrol in Rote Rosen.
Brice overleed in 2015 op 86-jarige leeftijd. Brice is begraven in het Beierse Gräfelfing. Vijf maanden na zijn dood werden meer dan 1.500 van zijn bezittingen geveild in Mühlenbecker Land. De opbrengsten zijn naar het het Dalai Lama future4children, een Duitse stichting voor kinderhulp gegaan.

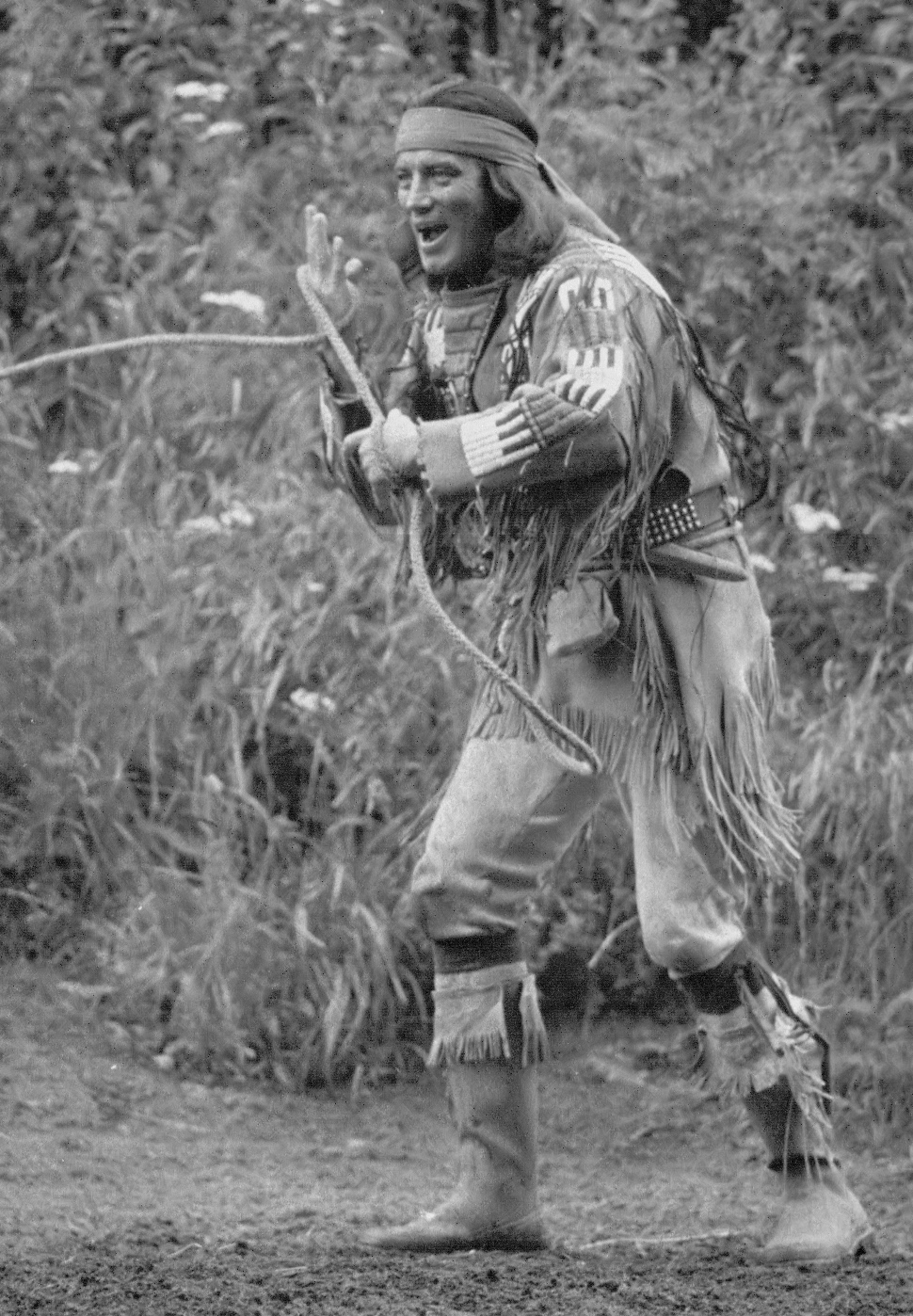
Brice verkleed als Winnetou

- Bibsys: 9029387
- Biblioteca Nacional de España: XX1540448
- Bibliothèque nationale de France: cb14159060z (data)
- Gemeinsame Normdatei: 122544943
- International Standard Name Identifier: 0000 0001 1458 9520
- Library of Congress Control Number: nr2005001429
- MusicBrainz: f45ddff4-ddde-46aa-8b82-a4bb598d591e
- Nationale Bibliotheek van Tsjechië: ola2002153782
- Nationale Bibliotheek van Polen: a0000002314924
- Nederlandse Thesaurus van Auteursnamen: 172934214
- Système universitaire de documentation: 160609410
- Virtual International Authority File: 165923584
- WorldCat: E39PBJf8ytPTDJt4v7km4xVKVC